# Natalia Kot
Natalia Kot-Wala (Siemianowice Śląskie, 29 giugno 1938) è un'ex ginnasta polacca.

## Palmarès

### Olimpiadi
- 1 medaglia:
  - 1 bronzo (Melbourne 1956 a squadre)

### Europei
- 4 medaglie:
  - 2 ori (Cracovia 1959 nell'all-around; Cracovia 1959 nel volteggio)
  - 2 bronzi (Cracovia 1959 nella trave; Lipsia 1961 nel volteggio)